# Lappokiefferiella platytarsus
Lappokiefferiella platytarsus är en tvåvingeart som beskrevs av Tuiskunen 1986. Lappokiefferiella platytarsus ingår i släktet Lappokiefferiella och familjen fjädermyggor.
Artens utbredningsområde är Norge. Arten har ej påträffats i Sverige. Inga underarter finns listade i Catalogue of Life.